# Cycloalkanole
Die Cycloalkanole bilden eine Stoffgruppe, die sich von den Cycloalkanen ableiten und am Ring genau eine Hydroxygruppe und keine anderen Heteroatome oder Mehrfachbindungen enthalten. Die Vertreter ohne Seitenketten bilden – ausgehend vom einfachsten Vertreter Cyclopropanol – eine Homologe Reihe.

Cyclopropanol
Cyclobutanol
Cyclopentanol
Cyclohexanol
Cycloheptanol
Cyclooctanol
Cyclodecanol

Cyclohexanol liegt bei Raumtemperatur entweder fest oder flüssig vor (Schmelzpunkt bei 24 °C), während die kleineren Homologe sowie Cycloheptanol und Cyclooctanol als Flüssigkeit vorliegen.